# Ernst Ludwig Kirchner
Ernst Ludwig Kirchner (Aschaffenburg, 6 mei 1880 - Davos, 15 juni 1938) is de belangrijkste vertegenwoordiger van het Duits expressionisme en wordt door velen gezien als voorman van Die Brücke (de Brug), een kunstenaarscollectief uit Dresden dat van 1905 tot 1913 actief was en later uiteenviel.

## Biografie

### Jeugd
Kirchner, zoon van een ingenieur bij een papierfabriek, later professor, verhuisde van zijn toenmalige woonplaats Chemnitz naar Dresden, om daar bouwkunde te gaan studeren. Dit op aandringen van zijn vader, die hem afraadde een kunstenaarsopleiding te volgen. In het eerste semester ontmoette hij hier Fritz Bleyl, later ook onder anderen Erich Heckel. Hoewel hij in 1905 zijn diploma haalde, besteedde hij vooral tijd aan het tekenen. Hij volgde bij verschillende particuliere tekenscholen kortstondig lessen, maar is vooral autodidact. Na het oprichten van Die Brücke blijft hij enkele jaren in Dresden, waarna hij naar Berlijn verhuist.

### Latere leven
Na het uiteenvallen van Die Brücke werkt hij door, maar slaagt hij er niet in zijn stijl verder te ontwikkelen. Als hij in 1914 in dienst gaat (naar eigen zeggen als 'onvrijwillig vrijwilliger'), kan hij dit niet doorstaan. In 1915 stort hij in, waarna hij uit de krijgsdienst ontslagen wordt. Hij wordt dan behandeld in verschillende sanatoria, het eerst in dat van de neuroloog Oskar Kohnstamm in Königsberg, om daar van zijn drugsverslavingen, achtervolgingswaan en verlammingsverschijnselen af te komen. Pas nadat verzekerd is dat hij te gestoord is om ooit nog in dienst te hoeven, werkt hij mee aan de behandelingen, bijvoorbeeld door weer te eten. Tijdens zijn drie achtereenvolgende opnamen in Köningsberg is hij bijzonder productief, maakt muurschilderingen en tekeningen en houtsneden van onder andere zijn medepatiënt, de nog jonge maar toen al beroemde pianist en dirigent Otto Klemperer.

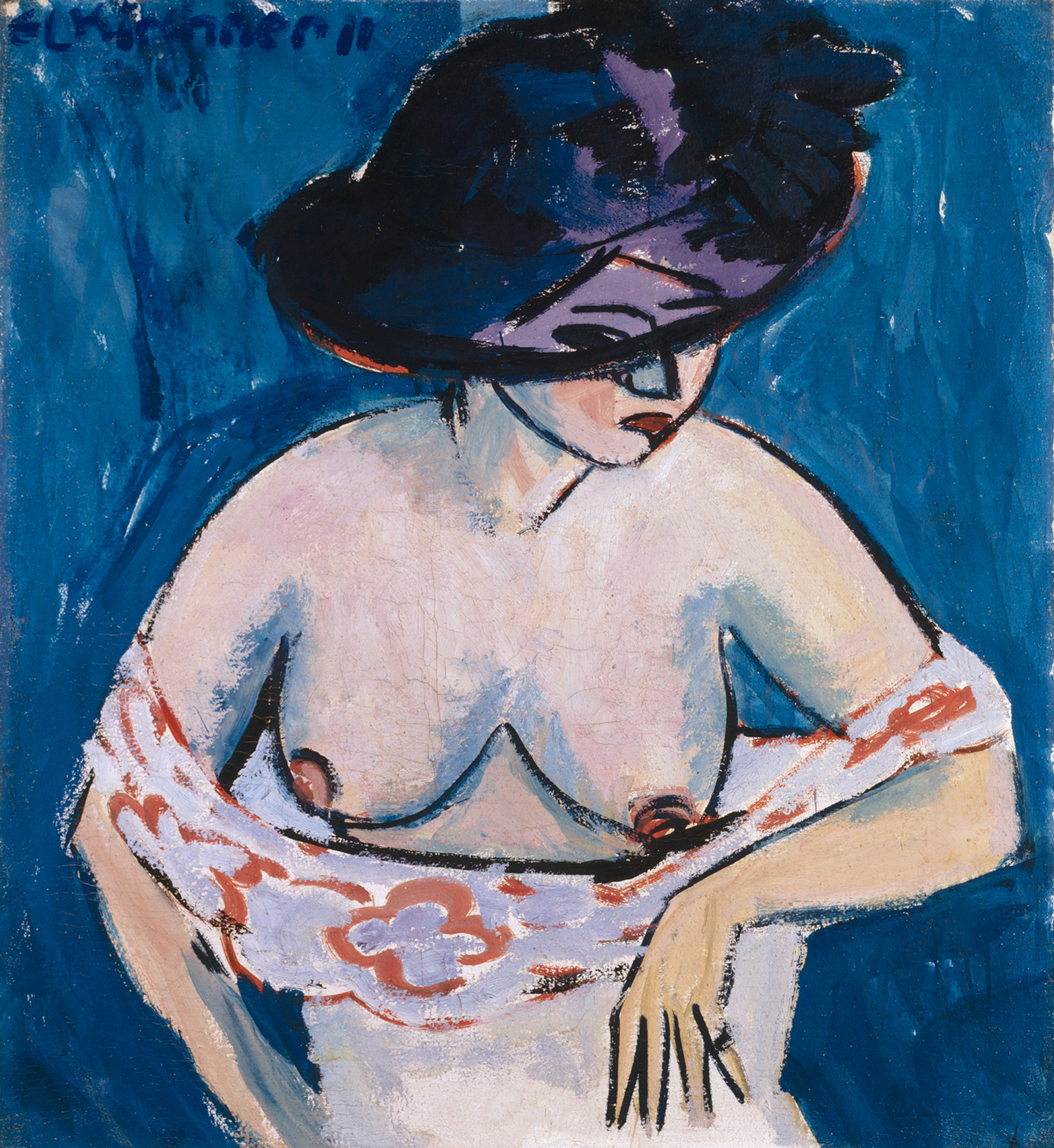
Weiblicher Akt mit Hut (Dodo), 1911

Kort na een nieuwe opname in een sanatorium in Kreuzlingen (Zwitserland) vestigt hij zich samen met zijn partner Erna Schilling in het alpendorp Frauenkirch bij Davos en blijft daar de rest van zijn leven wonen en werken. In Frauenkirch komt ook dikwijls zijn veel jongere Groningse leerling en vriend Jan Wiegers op bezoek, om daar in het atelier van Kirchner met hem samen te werken. In Davos is sinds 1982 het Kirchner Museum gevestigd, dat een zeer grote collectie van zijn tekeningen, aquarellen, schilderijen, wandkleden en houtsculpturen in depot heeft.
Hunkerend naar waardering bij het grote publiek neemt Kirchner het pseudoniem 'de Marsalle' aan, in de hoop ook in Frankrijk geaccepteerd te worden. Zijn stijl wordt brozer en kwetsbaarder, geschilderd in dunnere, transparante verflagen. Dit wordt zijn 'abstracte' periode genoemd, hoewel het werk nog overduidelijk figuratief van aard is.
De toenemende 'cultuurpolitiek' van de nazi's leidde ertoe dat ongeveer 700 van zijn werken uit Duitse musea in beslag genomen werden, en dat zijn werk, samen met dat van andere Duitse expressionistische en abstracte kunstenaars door de nazi's als 'Entartete Kunst' ('ontaarde kunst') werd tentoongesteld. Dit heeft er, vermoedelijk samen met zijn labiele geest, toe geleid dat Kirchner in 1938 een einde aan zijn leven maakte. Tegenwoordig wordt hij gezien als een van de belangrijkste kunstenaars uit de eerste helft van de 20e eeuw.

## Schilderstijl
Stilistisch kenmerkt het echte autonome werk van Kirchner in zijn Die Brücke-tijd zich, zoals al het werk van Die Brücke, door een zeer primair kleurgebruik. Tevens is er veel aandacht besteed aan autonome expressie. Door de collectiviteit van de stijl is het soms echter lastig de verschillende kunstenaars te onderscheiden. Binnen Die Brücke geldt Kirchner echter als voorloper, iets wat hij graag beaamde, onder meer door zijn werk te antedateren. Onder andere deze eerzucht leidde tot het uiteenvallen van Die Brücke.
Kirchner werd vooral beïnvloed door Vincent van Gogh en Edvard Munch, wiens werken in 1905 en 1906 tentoongesteld werden. Vanaf 1909 is de kunst van Oceanië en in mindere mate Afrika een belangrijke inspiratiebron voor Kirchner, hoewel deze zelf beweerde dat het 1903 was. Tijdens zijn ontwikkeling heeft Kirchner ook het impressionisme en het pointillisme bestudeerd, maar dit kon hem niet bekoren. Hij entte zich liever op het postimpressionisme. Kirchners geliefde, Doris Grosse, was zijn belangrijkste model. Haar zien we dan ook veelvuldig terug op zijn schilderijen.
Vanaf 1910 schilderde Kirchner veel stadsgezichten ('Großstadtbilder’), voornamelijk van Berlijn. Een beroemd werk uit deze tijd is Potsdamer Platz in Berlin, waarin hij twee prostituees afbeeldde. In de werken van Kirchner hadden de randfiguren uit de samenleving vaak een hoofdrol.

## Werken (selectie)
- 1910: Artistin (Marcella)[2]

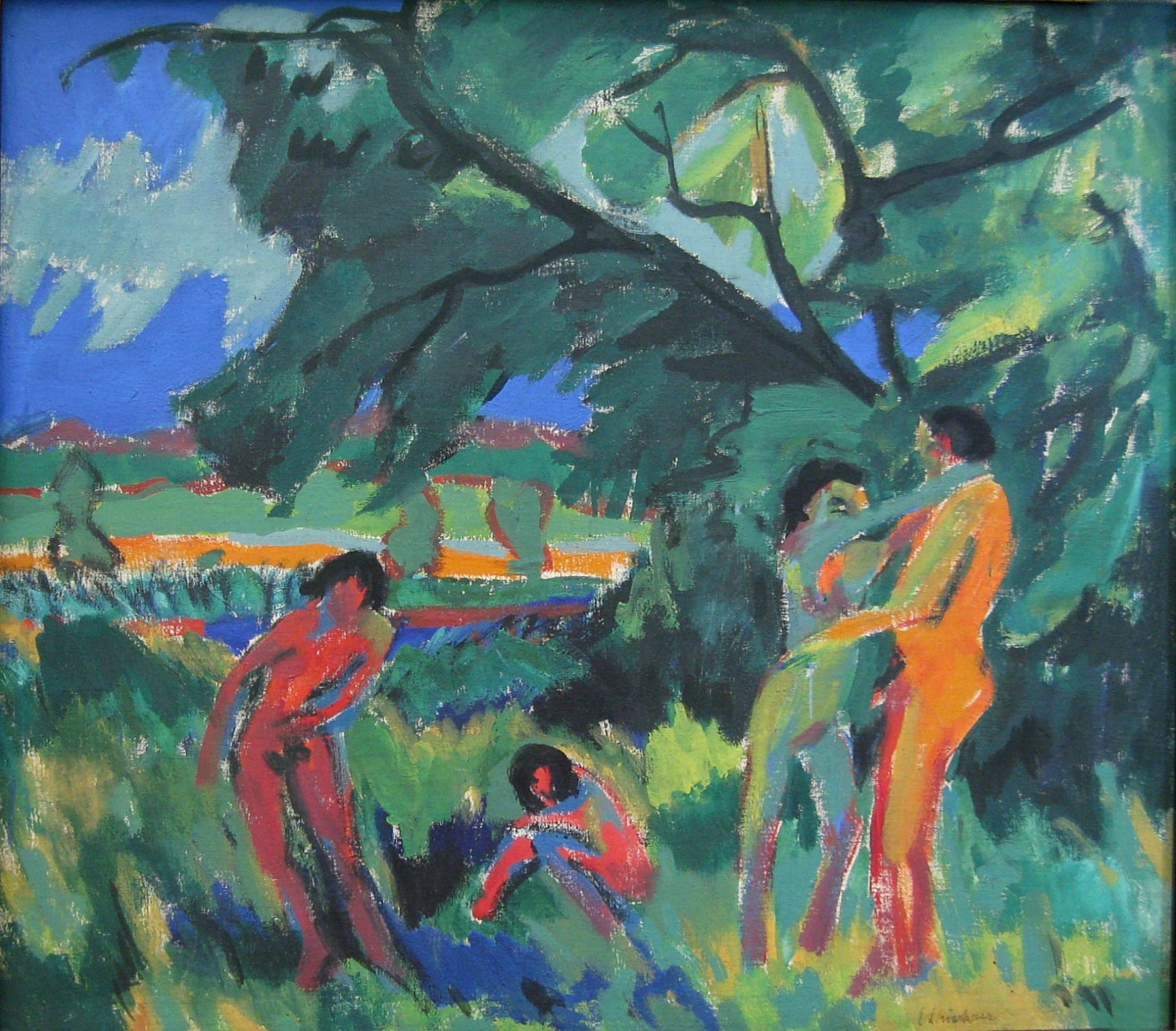
Spielende nackte Menschen, 1910, Pinakothek der Moderne

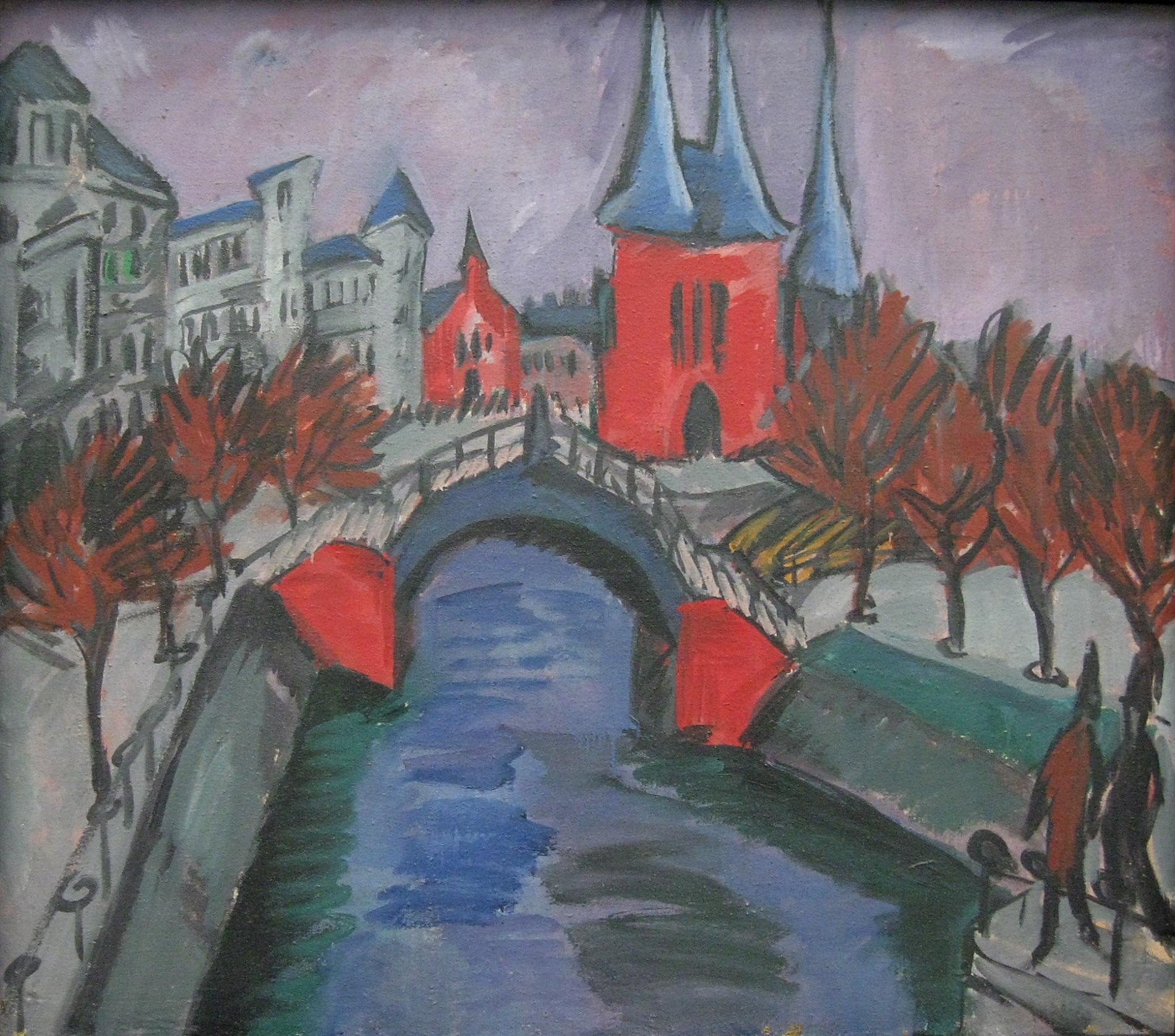
Elisabethufer, 1913, Pinakothek der Moderne

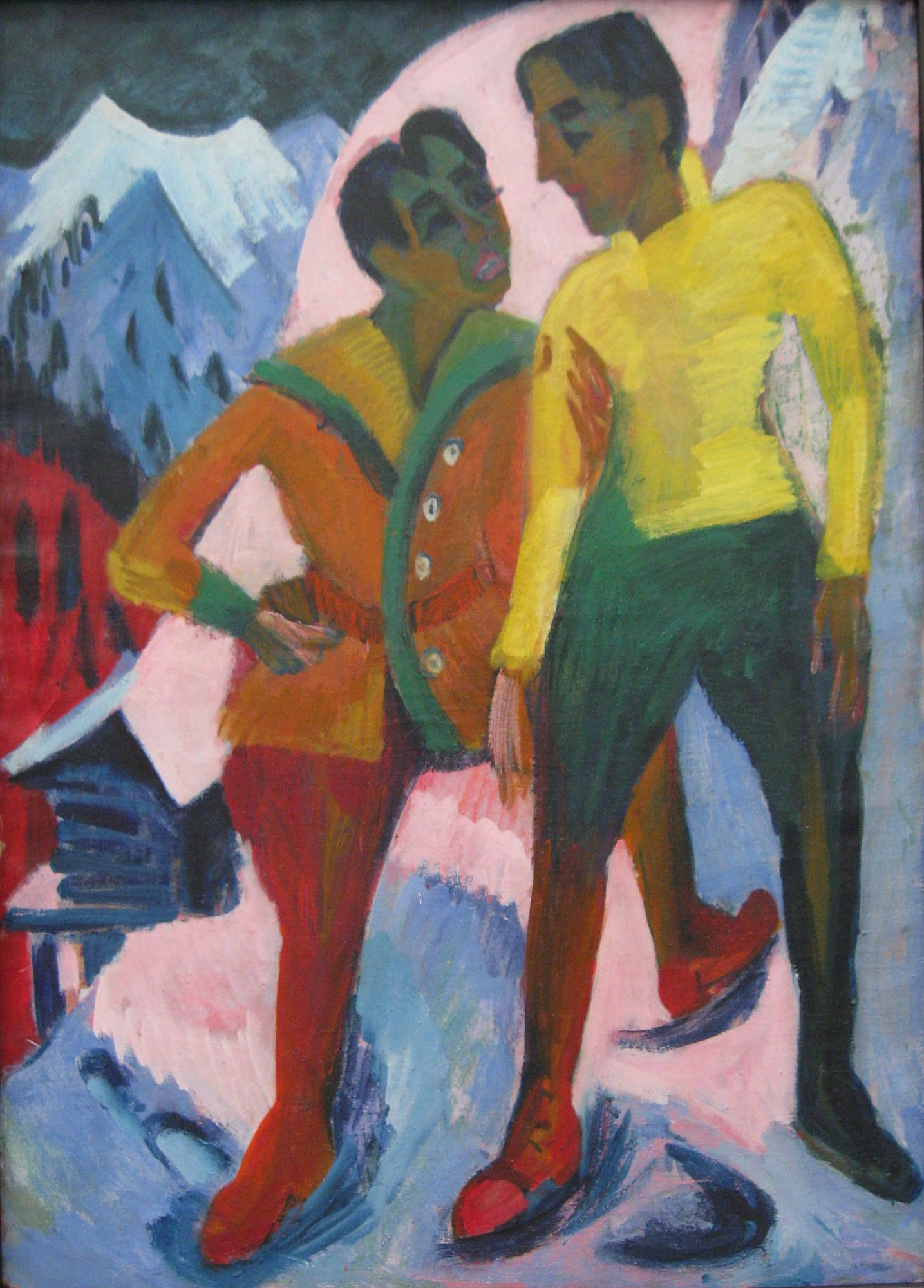
Zwei Brüder M. (Mardersteig), 1921, Pinakothek der Moderne

- 1910: Fränzi, vor geschnitztem Stuhl
- 1910/20: Akt mit Hut, olieverf op doek, 195 x 64,5 cm, Städel Museum, Frankfurt am Main
- 1911: Weiblicher Halbakt mit Hut, Museum Ludwig, Keulen
- 1911: Einradfahrer
- 1911: Tanzende Frau, (Holzstatue) Stedelijk Museum, Amsterdam
- 1912: Mövenjäger, Städel Museum, Frankfurt am Main
- 1912/13: Varieté (Englisches Tanzpaar), olieverf op doek, 151 x 120 cm, Städel Museum, Frankfurt am Main
- 1913: Frau vor Spiegel
- 1913: Zwei Frauen mit Waschbecken (Die Schwestern), olieverf op doek, 121 x 90,5 cm, Städel Museum, Frankfurt am Main
- 1913: Fünf Frauen auf der Straße, Museum Ludwig, Keulen[3]
- 1913: Berliner Straßenszene, Neue Galerie Museum for German and Austrian Art, New York[4]
- 1913: Die Straße, Museum of Modern Art, New York[5]
- 1913: Straßenszene Berlin, Art Gallery of Ontario, Toronto
- 1914: Straßenszene, (1922) Privatbesitz Schweiz
- 1914: Straße mit roter Kokotte, (1925) Verzameling Thyssen-Bornemisza
- 1914: Friedrichstraße Berlin, Staatsgalerie Stuttgart
- 1914: Leipziger Straße mit Elektrischer Bahn (Kleines Stadtbild), Museum Folkwang, Essen
- 1914: Zwei Frauen auf der Straße, Kunstsammlung Nordrhein-Westfalen, Düsseldorf[6]
- 1914: Belle-Alliance-Platz in Berlin, Neue Nationalgalerie, Berlijn
- 1914: Potsdamer Platz in Berlin, Neue Nationalgalerie, Berlijn
- 1915: Frauen auf der Straße, Von der Heydt-Museum, Wuppertal
- 1915: Der rote Turm in Halle, Museum Folkwang, Essen,
- 1915: Selbstbildnis als Soldat, Allen Memorial Art Museum (AMAM), Ohio
- 1919: Wintermondlandschaft
- 1921: Davos im Schnee
- 1920: Kühe im Wald
- 1923: Männliche Aktfigur (Holzstatue)
- 1923: Schwarzer Frühling
- 1923: Neben der Heerstraße, Illustraties voor het gelijknamigeboek van Jakob Bosshart
- 1925: Eine Künstlergemeinschaft
- 1931: Reiterin
- 1935: Bogenschützen
- 1937: Hirten am Abend

## Musea

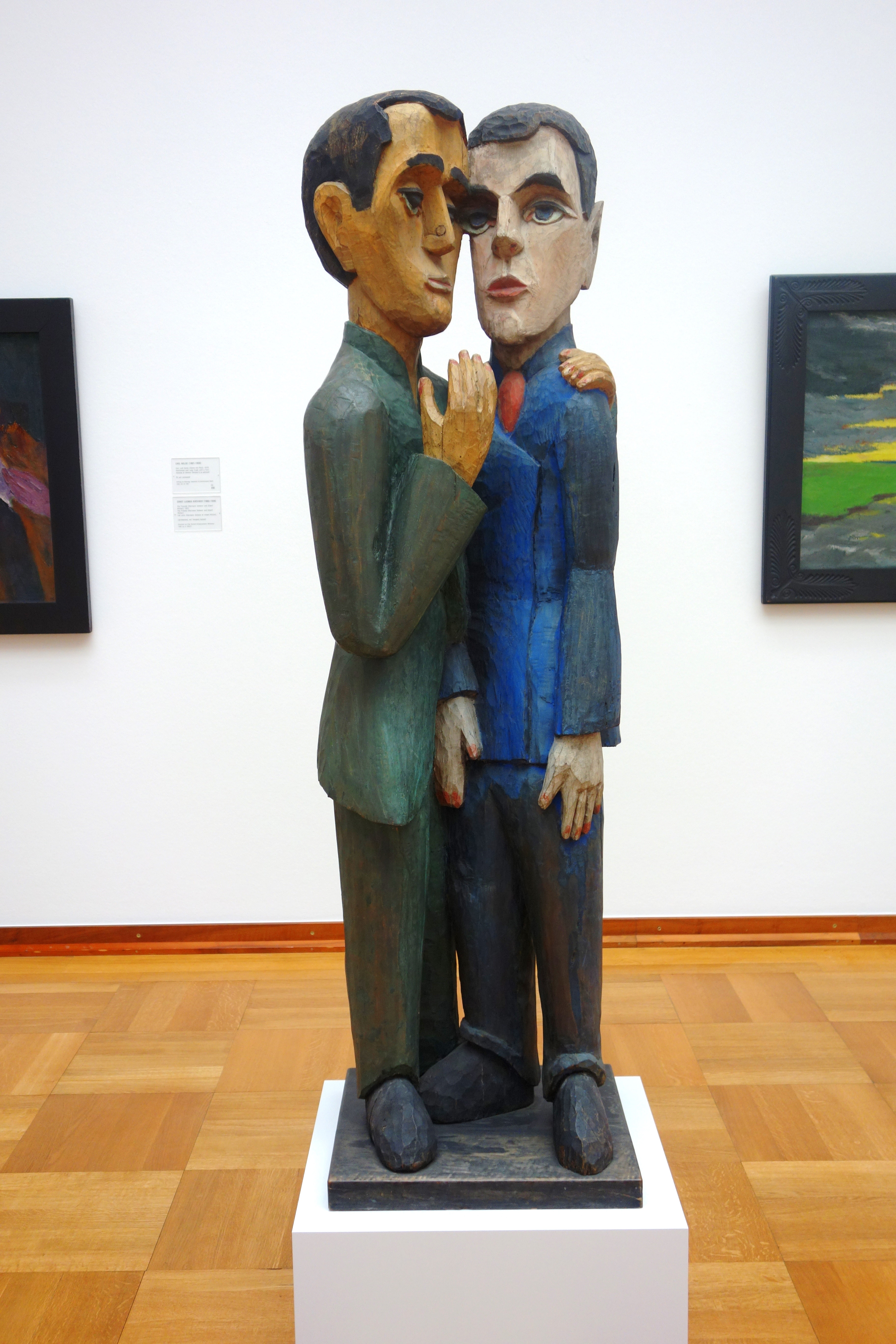
Die Freunde (Kunstmuseum Basel)

De werken van Ernst Ludwig Kirchner zijn onder meer te zien in de musea:
- Kirchner Museum Davos in Davos
- Städel Museum in Frankfurt am Main[7]
- Museum Ludwig in Keulen
- Museum Folkwang in Essen
- Neue Nationalgalerie in Berlijn
- Museum of Modern Art in New York[8]
- Kunstmuseum Basel
- Groninger Museum in Groningen[9]

## Afbeeldingen

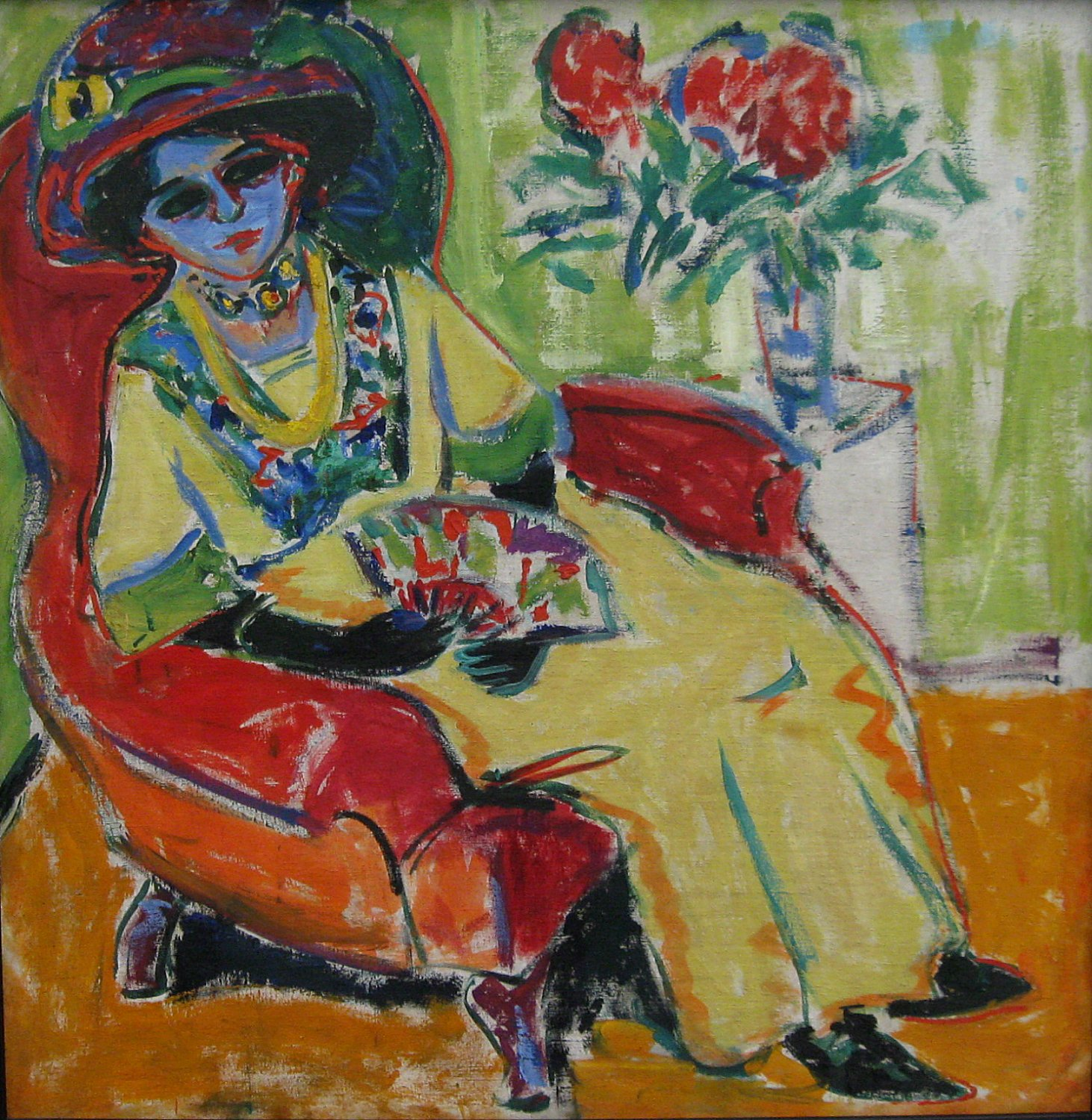
Zittende Vrouw, 1907
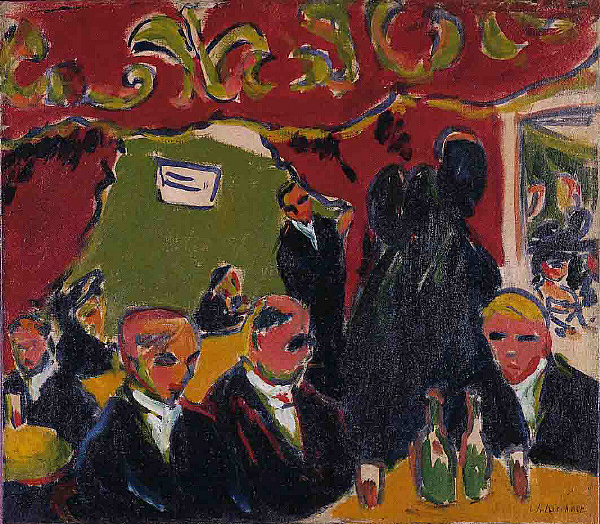
Taverne, 1909
Portret van een Vrouw, 1911
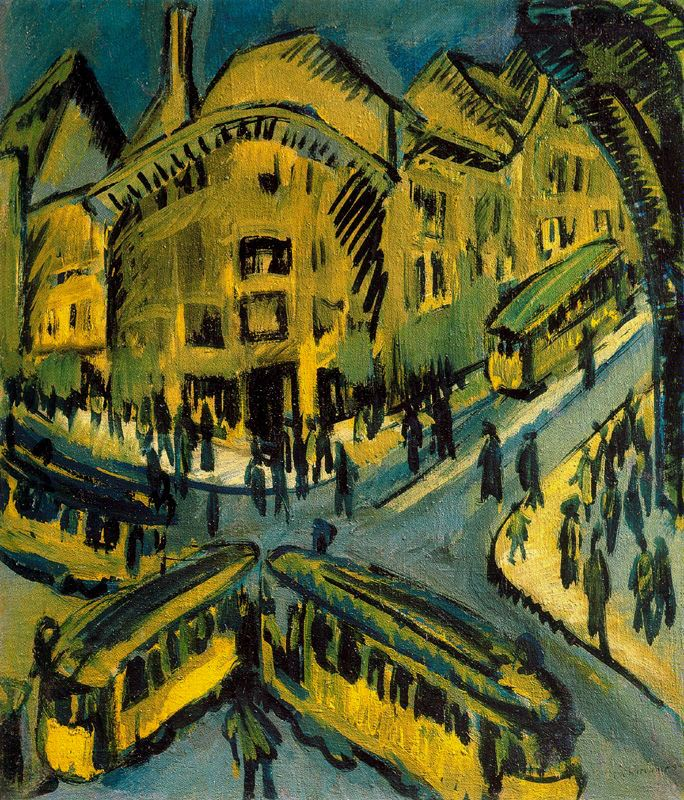
Nollendorfplatz, 1912
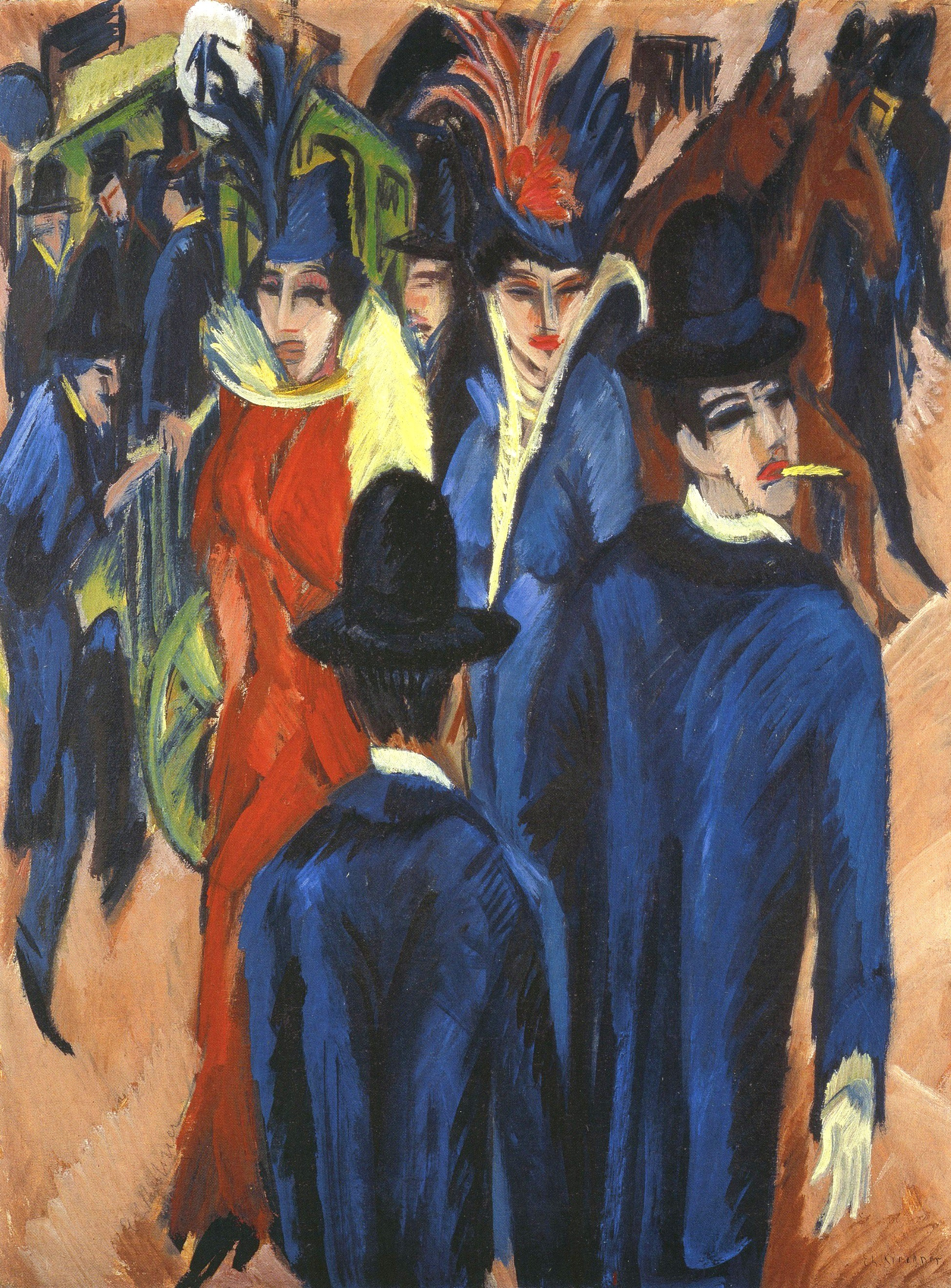
Berlijnse Straatscène, 1913
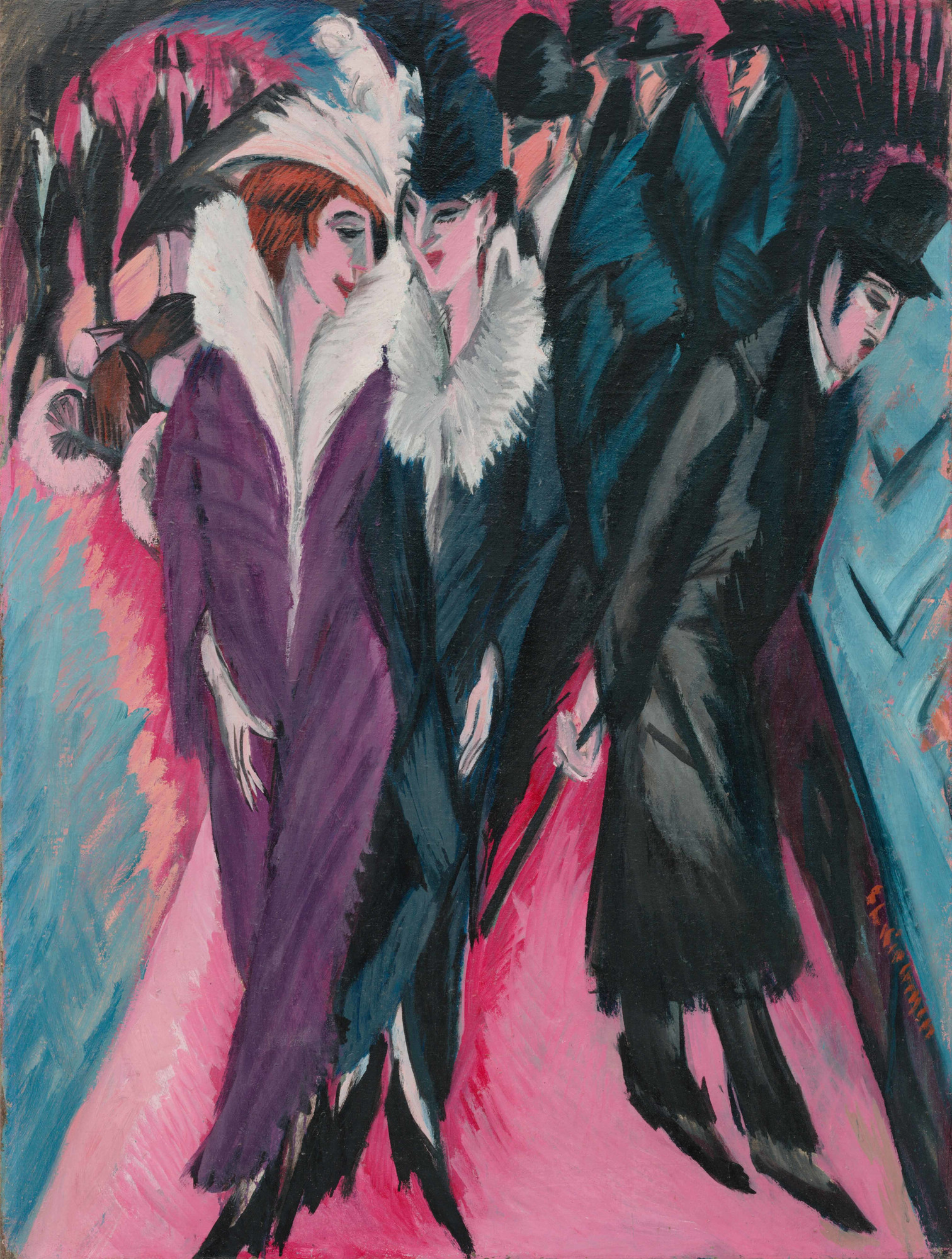
Straat, Berlijn (1913), beeld uit een serie over dit thema, waarin het nachtleven van de avant-garde wordt uitgebeeld
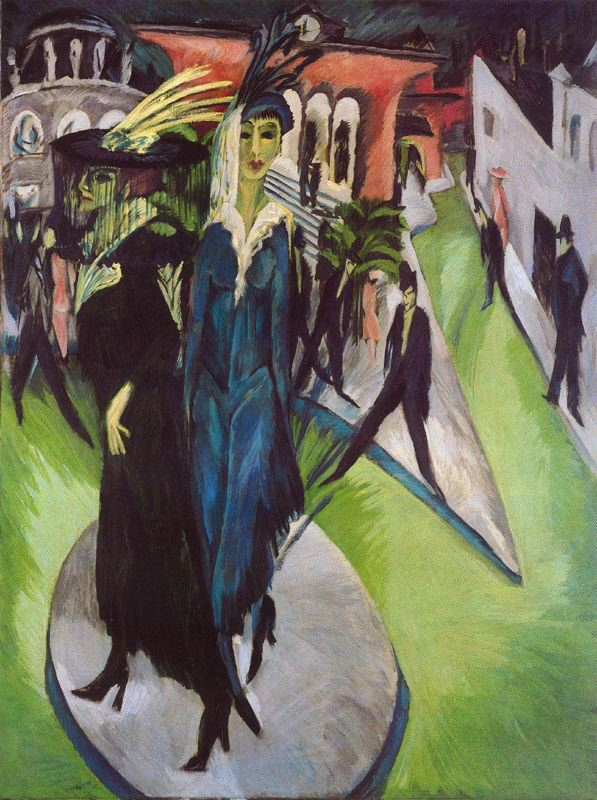
Potsdamer Platz, 1914
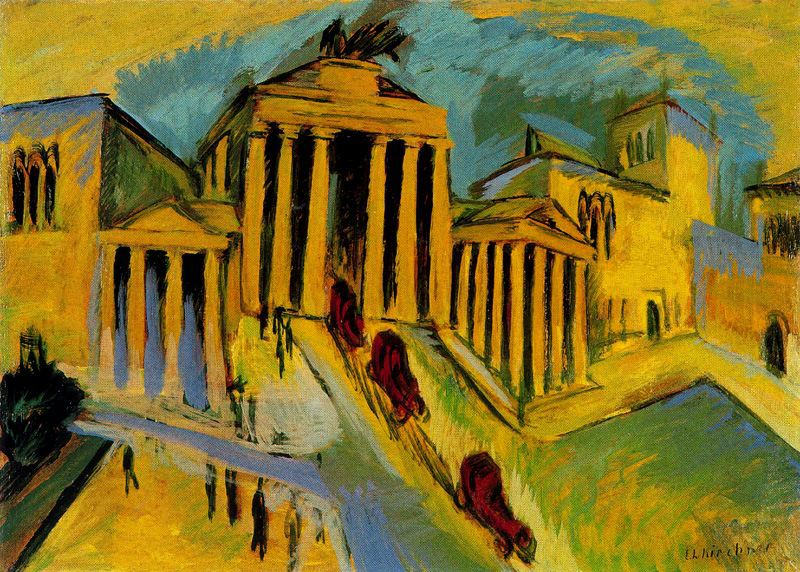
Brandenburger Tor, 1915
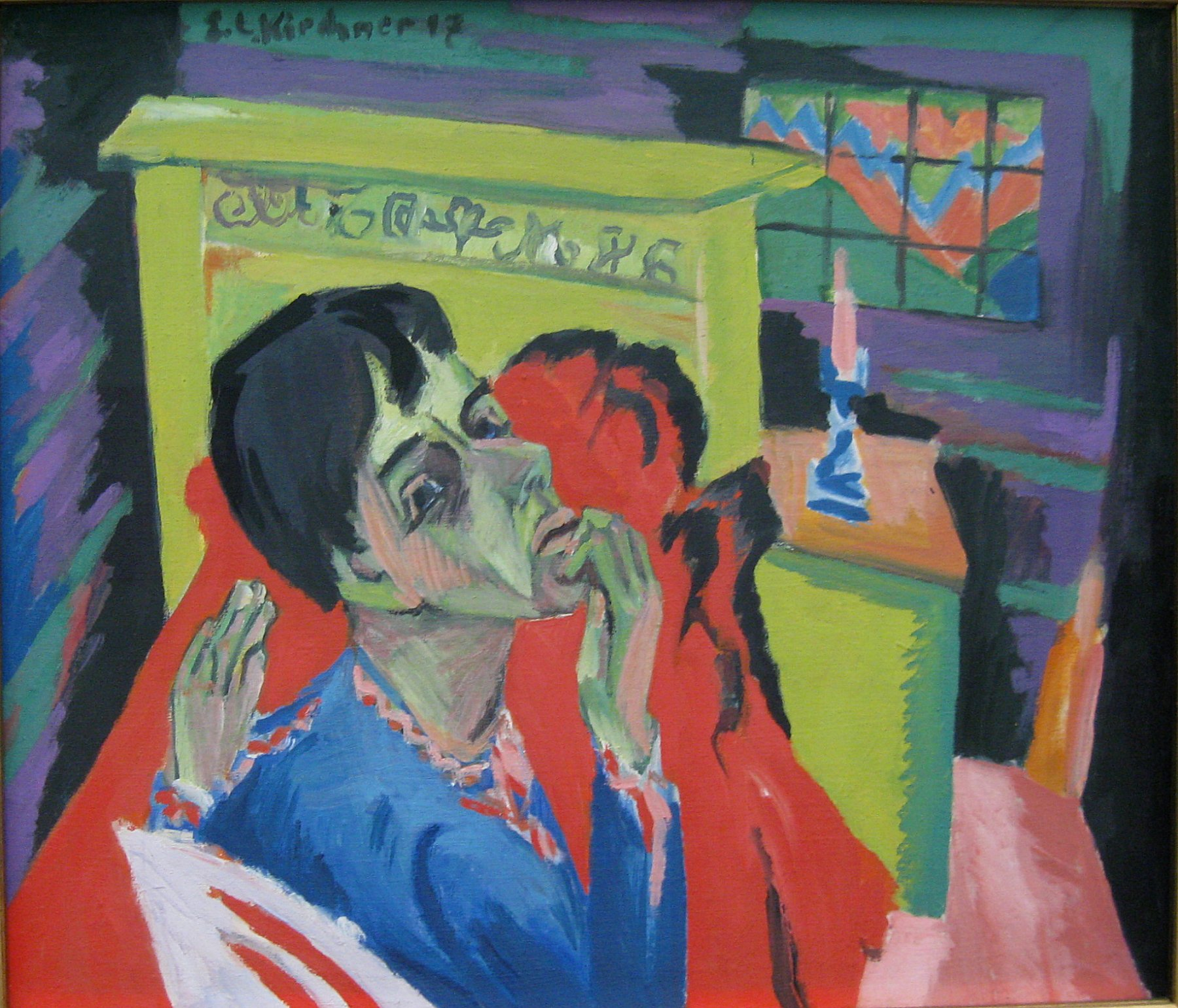
Zelfportret als een Zieke, 1918
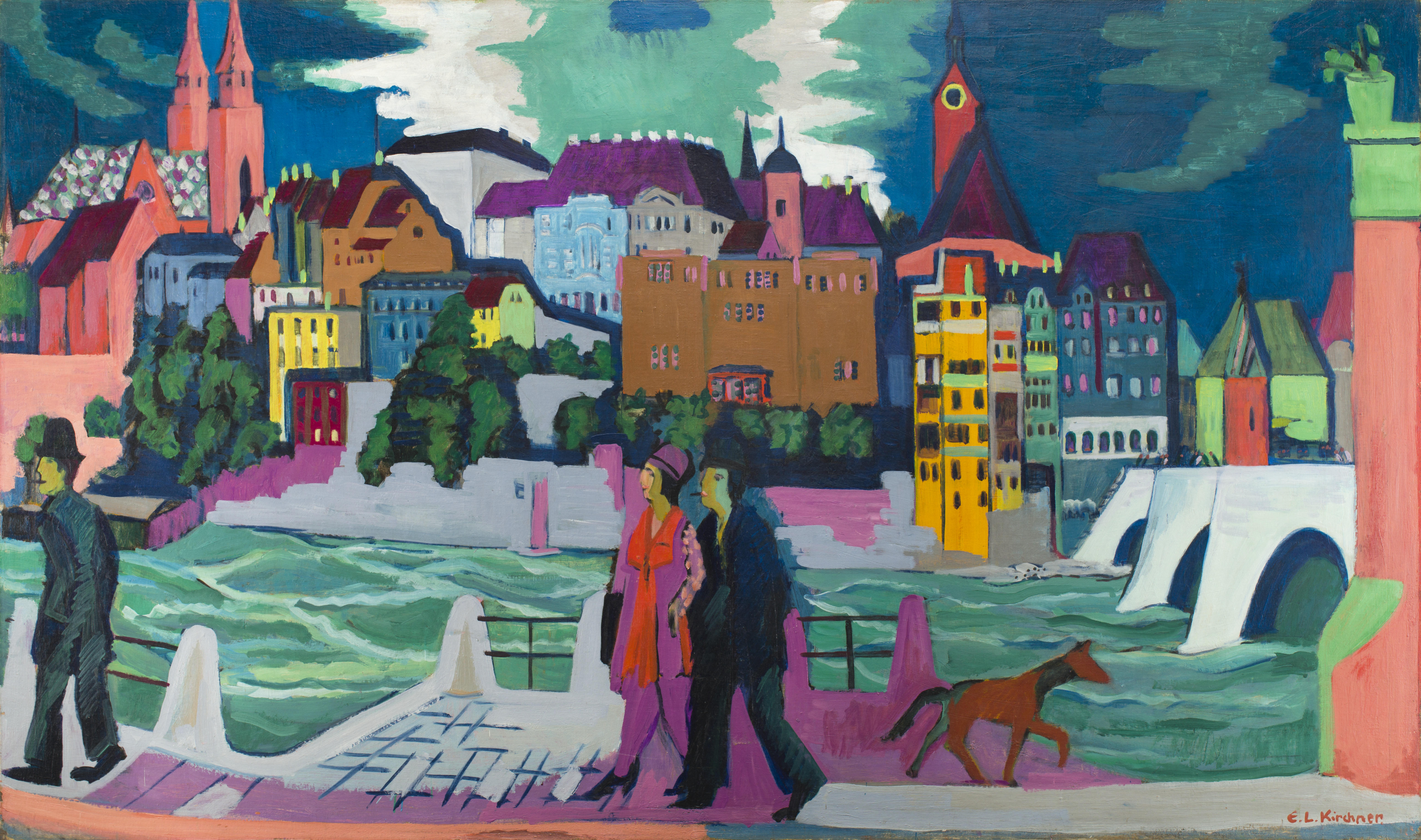
Zicht op Basel en de Rijn, 1921
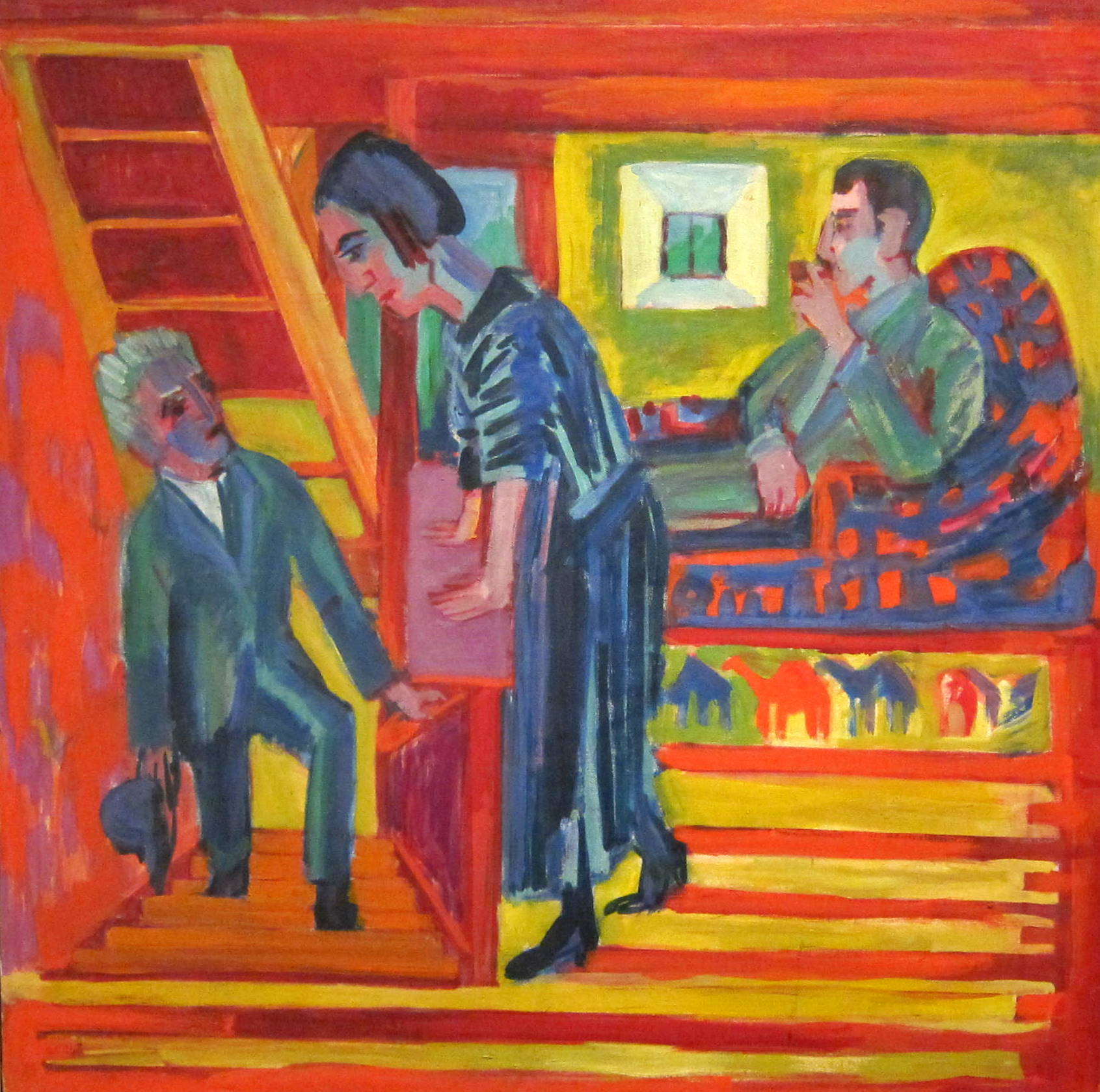
Het Bezoek - Koppel en Nieuwkomer, 1922
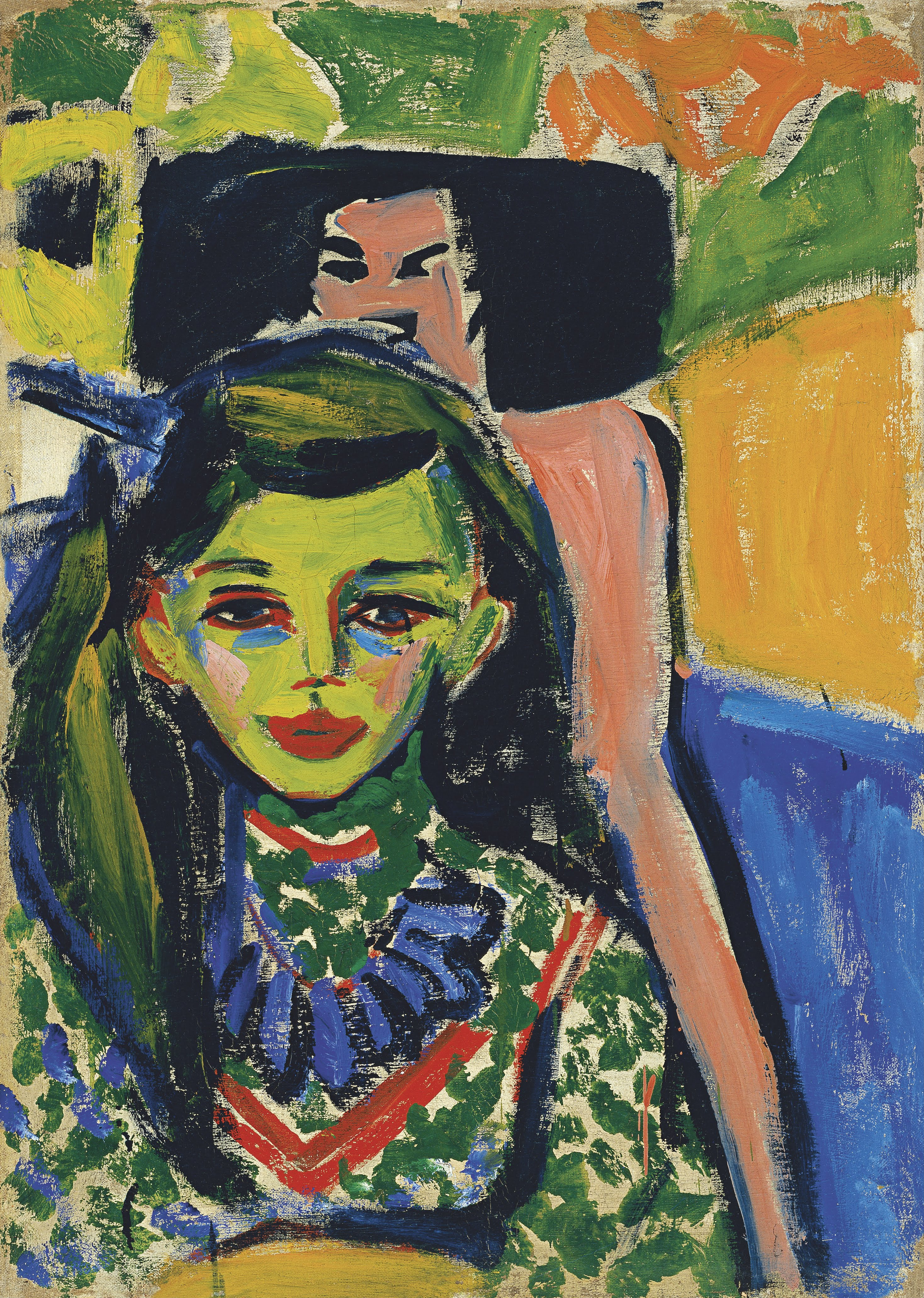
Fränzi voor een gekerfde stoel, 1910